# Munshi

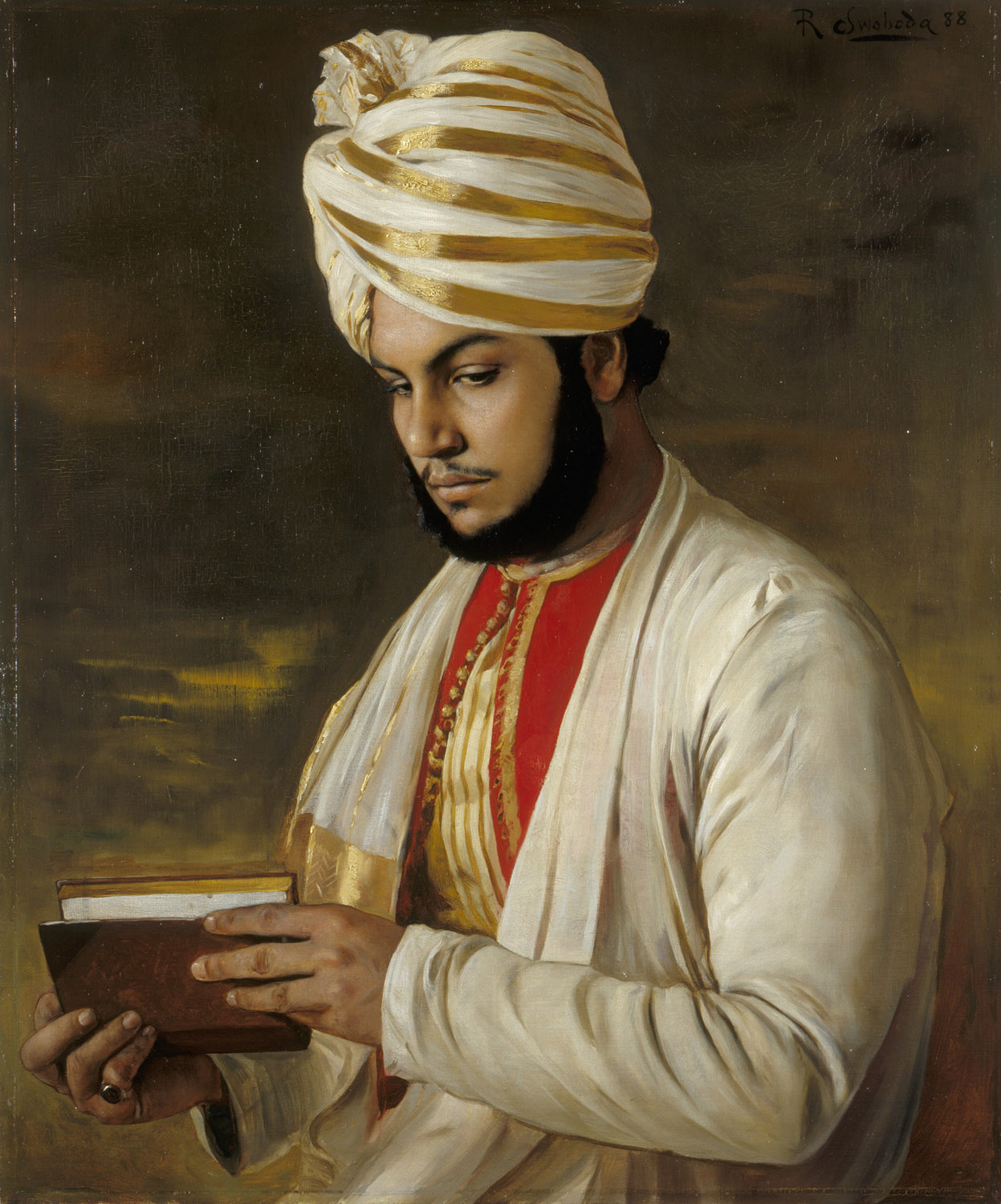
Ritratto di Abdul Karim di Rudolf Swoboda, 1859

Munshi (in urdu مُنشی‎?, munšī; in hindī मुंशी, munśī; IPA: mʊnˈʃɨ) è un termine persiano che originariamente indicava un impiegato a contratto, uno scrivano o un segretario. Nell'impero Moghul si riferiva agli scrivani che scrivevano lettere ufficiali e redigevano leggi e petizioni. In seguito è stato usato nell'inglese dell'impero anglo-indiano per indicare gli insegnanti di lingua madre o i segretari che lavoravano per gli europei. I munshi erano solitamente musulmani, ma dall'epoca di Shah Jahan (1628-1650) anche gli indù intrapresero sempre più spesso questa carriera: lo stesso segretario di Shah Jahan, Chandar Bhan, era un indù. In alcuni luoghi, anche gli harkara (corridori di posta) erano chiamati così.

## Etimologia
Munshi (in arabo منشئ‎?, munši’; in persiano منشی‎, (classico) munšī, (moderno) monši)) è una parola di origine araba che significa "creatore", "fondatore" o "autore", participio attivo del verbo anša'a, "fare", "creare", causativo di naša'a, "sorgere", "crescere".
Poiché inšā, il sostantivo deverbale di anša'a, significa non solo "produzione" e "creazione" in generale, ma soprattutto "scrittura", munšī divenne, in particolare in persiano, il termine per indicare persone in grado di comporre lettere ufficiali, cioè di "segretari".
Nelle culture dell'Asia occidentale, centrale e meridionale la scrittura formale era considerata una forma d'arte letteraria e pertanto i compiti di un munshi nel medioevo islamico e nella prima età moderna andavano oltre quanto richiesto oggi ai segretari. A differenza di quanto accadeva in Europa, il munshi non solo doveva sapere come rivolgersi alle persone di un certo rango, ma doveva anche essere in grado di farlo in modo creativo, inventando nuovi saluti adatti e variegati. Il suo stile letterario doveva rappresentare la cultura del mittente e, nel caso di lettere statali, quella dello Stato. Ciò includeva, tra l'altro, la capacità di citare in una lettera appropriate poesie classiche e di saperne comporre di nuove, a seconda delle necessità. A partire dal XVII secolo, i munshi si cimentarono, al di fuori della letteratura epistolare, anche nella prosa d'arte e scrissero prefazioni e saggi retoricamente complessi.
Munshi si trasformò quindi in un titolo per segretari e altre persone in possesso di un'ottima padronanza della lingua e della retorica. Con l'introduzione in Iran dei cognomi, nel 1919, e con la loro comparsa tra i musulmani dell'India, munshi si trasformò anche in un cognome. In persiano moderno la parola viene ancora usata per rivolgersi a impiegati e segretari.

## Altri usi
Il termine munshi in Asia meridionale è utilizzato come titolo per indicare un alto livello di istruzione (in lettura, scrittura, matematica). In ordine crescente si utilizzano i titoli di munshi, munshi alam e munshi fazil (o munshi fadhil).

## Munshial servizio dei britannici
Nell'India britannica i munshi erano impiegati del governo. Abdul Karim, noto anche come The Munshi, fu un servitore particolarmente apprezzato e onorato della Regina Vittoria.

## Munshifamosi
- Munshi Hakimuddin
- Munshi Premchand
- Kanhaiyalal Maneklal Munshi
- Munshi Abdur Rouf
- Abdullah bin Abdul Kadir
- Abdul Aziz Abdullah Munshi
- Mohan Lal Zutshi